# Лю Хэ (политик)
Лю Хэ (кит. упр. 刘鹤, пиньинь Liú Hè; род. 25 января 1952, Пекин) — китайский экономист и политик, член Политбюро ЦК КПК (2017—2022), вице-премьер Государственного совета КНР (2018—2023). Член Политбюро 19-го созыва, член ЦК с 18-го созыва (с 2012), член партии с декабря 1976 года. Специалист по макроэкономике. Его называют главным экономическим советником и одним из ближайших доверенных лиц верховного лидера Китая Си Цзиньпина.
Также с 2013 года глава секретариата Ведущей малой группы по финансам и экономике (Central Financial and Economic Affairs Commission).
В 2013—2018 гг. заместитель главы Государственного комитета по развитию и реформам КНР.

## Биография
По национальности ханец; корнями из Чанли (Хэбэй).
Изучал и преподавал экономику в Народном университете в Пекине, получил там степень по экономике, занимался там в 1978-82 и 1983-86 гг..
Также учился в Университете Сетон-Холл в Нью-Джерси (на программе MBA и получил эту степень, занимался там в 1992-93 гг.) и Школе управления им. Кеннеди в Гарварде (занимался там в 1994-95 гг.), в последней получил степень магистра государственного управления (MPA).
Владеет английским языком.
С детства знаком с Си Цзиньпином; ошибочно сообщается, что они учились в одной школе, когда в действительности — в находившихся в одном районе.
В годы культурной революции в возрасте 17 лет был отправлен в провинцию Цзилинь, после года работы там — попал в армию. Отслужив четыре года, затем стал рабочим на пекинском радиозаводе; в 1978 году поступил на экономический факультет Китайского народного университета. После окончания вуза на протяжении десятилетия работал в Госплане, специализировался по промышленной политике, принимал участие в составлении нескольких пятилетних планов.
В 1998—2001 гг. директор State Information Center of China.
В 2001—2003 гг. заместитель директора State Council Information Office.
В 2003-11 гг. замглавы секретариата Ведущей малой группы по финансам и экономике (Central Financial and Economic Affairs Commission). В 2011-13 гг. замдиректора Development Research Center of the State Council.
С 2013 года глава секретариата Ведущей малой группы по финансам и экономике (Central Financial and Economic Affairs Commission).
В 2013—2018 гг. заместитель главы Государственного комитета по развитию и реформам КНР.
Работал вместе с премьером Вэнь Цзябао над программой восстановления китайской экономики после мирового кризиса 2008 года.
«Лю считается блестящим экономистом и был автором пакета реформ 2013 г.», — отмечал китаист Александр Габуев в 2015 году. «Лю получил престижную награду в области экономики Китая в 2015 г. за исследования в области мирового финансового кризиса и широко известен как организатор процессов реформ Си, которые сокращают избыточные производственные мощности и уводят экономику из низкоприбыльных отраслей», — отмечало издание «Вести.Экономика» в 2018-м.
В 2015 и 2016 годах Лю Хэ выступал в официальных СМИ с критикой действий премьера Ли Кэцяна, подписывая свои статьи как «авторитетная персона», — «он указывал на нерешительный и ошибочный характер действий премьера в ситуации с реформой госпредприятий и финансовым кризисом 2015 года».
Учитывая его возраст, скорее всего он пробудет членом Политбюро всего один срок (однако несмотря на это существует мнение, что он может быть и переназначен в Политбюро).
Ожидалось, что он сменит на посту главы центробанка 70-летнего Чжоу Сяочуаня (в 2018), преемником которого в итоге стал И Ган. Ему также прочили должность первого вице-премьера. К XX съезду партии в 2022 году наблюдатели предполагают, что он может сменить Ван Цишаня на посту зампреда КНР. Возможным преемником самого Лю называют He Lifeng. В состав ЦК КПК 20-го созыва Лю Хэ не вошел.
В качестве вице-премьера Госсовета Китая — с 2018 г., четвертый по рангу, — курирует экономику и финансы.
Является главой китайской делегации на китайско-американском всестороннем экономическом диалоге.
Основатель форума CE50.
Как замечал Александр Габуев в 2017 году, Лю «сопровождает Си Цзиньпина в большинстве зарубежных поездок, где генсек представляет его как ключевого участника своей экономической команды (так он в свое время отрекомендовал Лю и Путину, и Бараку Обаме)».
По информации газеты South China Morning Post, во время визита в США председатель Си представил Лю Хэ советнику президента США Томасу Донилону со словами «он очень важен для меня».
В 2019 году А. Габуев и И. Денисов отмечали даже, что Лю Хэ считают «теневым премьером» при председателе Госсовета Ли Кэцяне.
Автор более 200 статей и 4 монографий.